# Louise Peterhoff
Louise Elisabeth Peterhoff (Oppmanna, Kristianstads län, 12 mei 1977) is een Zweeds actrice, balletdanseres en zangeres.

## Biografie
De familie van Louise Peterhoffs vader is afkomstig uit Estland. Ze heeft van 1986 tot en met 1996 gestudeerd aan de balletopleiding van de Koninklijke Zweedse Opera in Stockholm. Hierna heeft zij gedanst en geacteerd in diverse theaters in heel Europa, onder meer bij de Needcompany van Jan Lauwers in Brussel, waarmee ze op wereldtournee ging, en Troubleyn van Jan Fabre in Antwerpen. Na haar terugkomst in Zweden volgde ze in 2008 en 2009 lessen aan de Teaterhögskolan i Stockholm. Daarna ging zij als actrice werken in het Stockholms Stadstheater. Ze speelt toneel in het Zweeds, Engels en Frans. Ze speelde in onder meer En Folkefiende (Een vijand van het volk) van Ibsen, Betrayal van Pinter, Ett drömspel (Droomspel) van Strindberg, 31.3.93 van Lars Norén en De kamer van Isabella  van Jan Lauwers, en in toneelversies van Les Parapluies de Cherbourg en Die bitteren Tränen der Petra von Kant.
Peterhoff begon in 1990 met acteren voor televisie in de korte film Nånting levande åt Lame-Kal, waarna zij nog meerdere rollen speelde in films en televisieseries, waaronder Äkta människor (Real Humans) in 2013-2014 en Bron (The Bridge) in 2015. In de politieke tv-thrillerserie Blå ögon (Blue eyes) uit 2014-2015 had ze een hoofdrol.
Als zangeres maakte ze cd-opnamen met de groepen Drivan en The Ideal Husband.
Louise Peterhoff is getrouwd met de toneelregisseur Alexander Mørk-Eidem en heeft een dochter uit een eerder huwelijk.

## Filmografie

### Films
Uitgezonderd korte films.
- 2023 100 årstider - als Louise
- 2019 Midsommar - als Hanna
- 2014 Gentlemen - als Nina Negg
- 2013 Den som söker - als Lena
- 2012 Call Girl - als Ulla

### Televisieseries
Uitgezonderd eenmalige gastrollen.
- 2023 Limbo - als Gloria - 6 afl.
- 2018-2021 Det som göms i snö - als Caijsa Bergholm - 13 afl.
- 2021 Helt Perfekt - als Louise - 2 afl.
- 2020 Rauhantekijä - als Emilia Engblom - 10 afl.
- 2020 Amningsrummet - als Theresa - 6 afl.
- 2020 Tsunami - als Emelie - 3 afl.
- 2017 Torpederna - als Malou - 2 afl.
- 2016 Gentlemen & Gangsters - als Nina Negg - 2 afl.
- 2015 The Bridge - als Annika - 6 afl.
- 2014-2015 Blå ögon - als Elin Hammar - 10 afl.
- 2013-2014 Äkta människor - als Cloette - 5 afl.
- 2003 Skeppsholmen - als Natasha - 2 afl.
- 2002 Spung - als Krista MacCloud - 10 afl.

- Gemeinsame Normdatei: 1080132422
- International Standard Name Identifier: 0000 0000 5175 3345
- Library of Congress Control Number: nr2005016354
- MusicBrainz: 0fc2e73e-0c9f-4674-8598-c2dfa0d0c8f3
- Virtual International Authority File: 56566853